# Mooney M20
Els Mooney M20 són un conjunt de models d'avionetes monomotor a hèlice amb quatre places. Va ser dissenyat el 1960 p3er Albert Mooney i ha seguit en producció amb múltiples variants fins a l'actualitat, arribant fins a un 11.000 avions produïts.

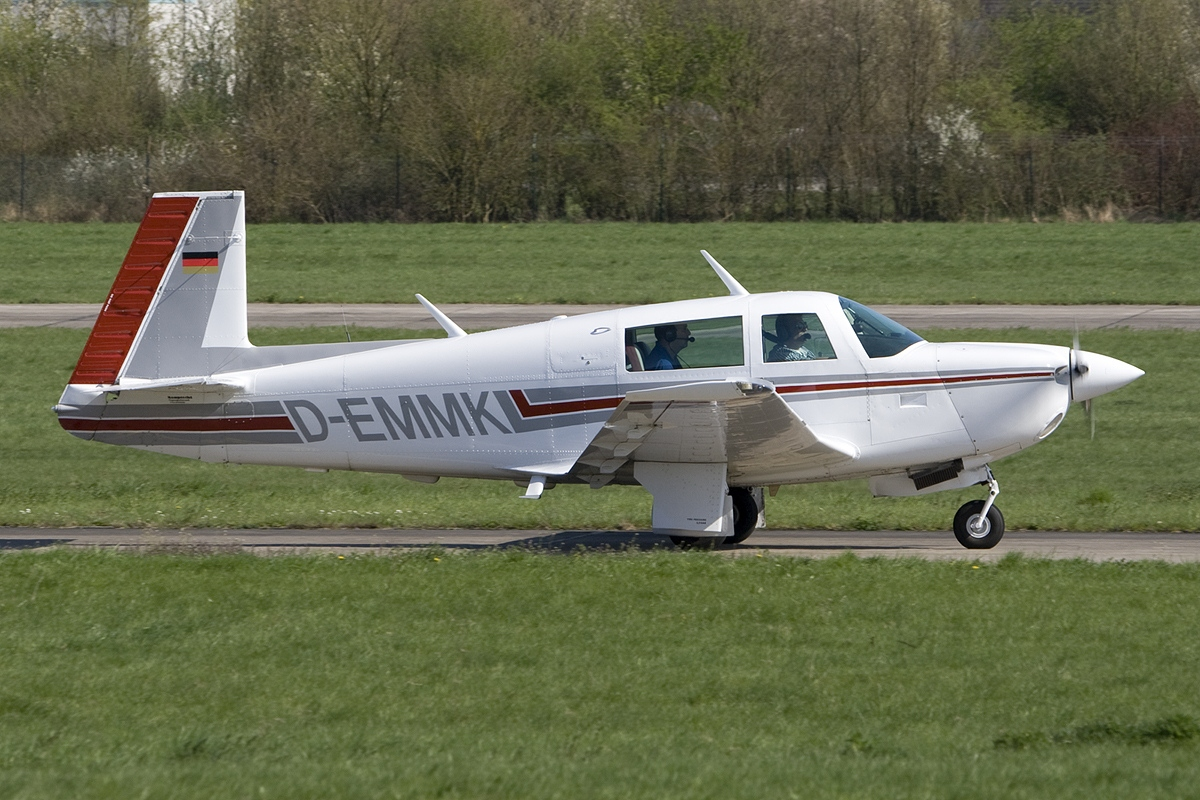
Mooney M20J

## Especificacions
De la versió M20 Acclaim Ultra de 2016:
Dades de Web de Mooney
Característiques generals
- Tripulació: un pilot
- Capacitat: tres passatgers
- Longitud: 8,13 m
- Envergadura: 11,13 m
- Alçada: 2,54 m
- Pes buit: 1.080 kg
- Pes carregat: 1.533 kg
- Càrrega útil: 454 kg
- Pes màxim d'enlairament: 1.528 kg
- Motors: 1×  motor de combustió de 6 cilindres oposats i refrigerat per aire Continental TSIO-550-G, 280 cv
- Hèlixs: Hartzell Scimitar de tres pales

 Rendiment 
- Velocitat de creuer: 242 nusos
- Velocitat d'entrada en pèrdua: 53 nusos
- Abast: 1.100 nm
- Sostre de servei: 25.000 peus